# Herrschaft Ehrenfels
Die reichsunmittelbare Herrschaft Ehrenfels war ab 1432 vollständig im Besitz derer von Stauff zu Ehrenfels und ist ab 1568 dem Fürstentum Pfalz-Neuburg einverleibt worden.

## Gebiet
Die Herrschaft Ehrenfels umfasste in etwa das Gebiet der Pfarrei Beratzhausen, das zuvor bereits durch die Burggrafen von Regensburg konsolidiert wurde. Zum Amt Beratzhausen gehörten am Ende des Heiligen Römischen Reichs 48 Ortschaften: der Markt Beratzhausen, sechs Kirchdörfer, drei Dörfer, zwölf Weiler, sechs Mühlen und 20 Einödhöfe.

## Geschichte
Dietrich I. von Stauff († nach 1343) erwarb bereits 1335 von Kaiser Ludwig IV. die Hälfte der Burg Ehrenfels und des Marktes Beratzhausen, die der Kaiser im selben Jahr von Heinrich von Ehrenfels erhalten hatte. Nachdem Hadamar von Laaber 1432 seinen Anteil an die Brüder Dietrich V. (* um 1400; † 1470) und Albrecht II. von Stauff verkauft hatte, war die gesamte Herrschaft Ehrenfels im Besitz der Stauffer. 1465 wurden die Stauffer zu Ehrenfels von Kaiser Friedrich III. in den Reichsfreiherrenstand erhoben und ihnen damit zugleich die Hochgerichtsbarkeit, der Blutbann, der Wildbann und das Bergregal zugesprochen.
Die Brüder Hieronymus und Bernhardin von Stauff lehnten 1491 sich mit dem Löwlerbund gegen Herzog Albrecht IV. auf. Am 23. Januar 1492 gelang es Herzog Albrecht, Sigmund von Sattelbogen und Stephan Mausheimer neben 60 Landsknechten in der erstürmten Burg Ehrenfels gefangen zu nehmen. Hieronymus wurde nach Ende des Konflikts erneut Vitztum in Straubing und kämpfte im Landshuter Erbfolgekrieg für Herzog Albrecht. Er unterstützte den jungen Herzog Wilhelm IV. 1514, als er versuchte, sich der Mitregierung seines Bruders Ludwig zu entziehen. Im Frühjahr 1516 söhnten sich die herzoglichen Brüder aus. Sie einigten sich darauf, den einflussreichen Hieronymus von Stauff als angeblich Verantwortlichen des Zwistes zu bestrafen. Am 1. April 1516 wurde Hieronymus in Ingolstadt verhaftet und angeklagt. Sein Geständnis erfolgte unter der Folter. Das Todesurteil wurde der versammelten Landschaft vorgelegt und von ihr gebilligt. Er wurde am 8. April 1516 mit dem Schwert hingerichtet. Bernhardin II. von Stauff führte 1521 die lutherische Lehre in der Herrschaft ein. Die Reichsstandschaft der Herrschaft Ehrenfels war ab dem Jahr 1552 gesichert. Allerdings kam es zu einem wirtschaftlichen Niedergang.
Der tief verschuldete Johann Bernhard von Stauff musste die Reichsherrschaft 1568 an die Pfalz-Neuburger Landschaft verkaufen, die sie 1574 dem Pfalzgrafen Philipp Ludwig schenkte. Er zog sich auf seinen Hof in Regensburg und auf seine Gütern Dieterskirchen und Pottenhof zurück. Er starb 1598 ohne männliche Erben. Die besondere Stellung der Herrschaft Ehrenfels als Reichslehen wurde bis zum Ende des Heiligen Römischen Reichs 1803 aufrechterhalten.